# Luigi Lucheni
Luigi Lucheni (París, 22 de abril de 1873 - Ginebra, 19 de octubre de 1910), algunas veces mal escrito como Luigi Luccheni o Louis Lucheni, fue un anarquista italiano, que asesinó a Isabel de Baviera en 1898.

## Biografía
Nació en París, hijo de una trabajadora italiana soltera. Se crio en un orfanato y en diferentes familias que, según parece, sólo tenían interés en cuidar de él para aumentar sus ingresos. Desde los diez años tuvo que trabajar duramente y después de una larga búsqueda encontró trabajo temporal en obras de Suiza. En 1896 se enroló en la caballería italiana en la campaña de Abisinia, donde fue distinguido con unos cuantos galones. El esperado ascenso a la vida civil después de su exitosa carrera militar, sin embargo, no se produjo.
Contemplar la pobreza de las clases bajas de la sociedad, y su vida sostenida con el mínimo necesario para sobrevivir, le provocaron un sentimiento de odio a las clases altas. Se inició, entonces, en el anarquismo y en el estudio de las obras de sus teóricos. Cuando el rey de Italia Humberto I sofocó una revuelta de obreros en Milán en mayo de 1898, Luigi Lucheni juró venganza y planeó diversos atentados, a pesar de no tener dinero para viajar a Italia.
Al conocer un anuncio del Ministerio de Asuntos Exteriores de Ginebra se enteró de la visita de la emperatriz Isabel de Baviera Sissí. Esperó pacientemente todo el 10 de septiembre de 1898 delante del hotel de lujo de Ginebra Beau Rivage. Cuándo Sissí se dirigía, junto con su criada, de camino a un barco de vapor que se encontraba en el lago Lemán, Lucheni la apuñaló con un estilete. Con ello le causó pequeñas heridas, que en un primer momento pasaron desapercibidas e hicieron del atentado una obra de astucia. La emperatriz murió después de diversos desmayos aquel mismo mediodía. Lucheni había alcanzado su objetivo, asesinar a un miembro de la aristocracia e impactar a la opinión pública.
Pocos minutos después del atentado (que en un primer momento se tomó como un ataque de un gamberro) Lucheni fue preso por los peatones y entregado a la policía. Se confesó enseguida como el autor del atentado e incluso se señaló orgullosamente como tal. Cuando, cerca de las 14:50, se anunció la muerte de la emperatriz, Lucheni creyó haber alcanzado triunfalmente su objetivo. El 10 de noviembre fue condenado a cadena perpetua por asesinato con premeditación y alevosía. El mismo Lucheni exigió la pena de muerte con el fin de tener un último momento de protagonismo bajo la guillotina y agrandar, de esta manera, la lista de mártires del movimiento anarquista. Por eso Lucheni reclamó una extradición a Italia, ya que la pena de muerte en el lado de Ginebra estaba casi abolida. No recibió nunca respuesta a su petición. El 19 de octubre de 1910 se colgó en su celda con un cinturón.